# الینا بیستریتسکایا

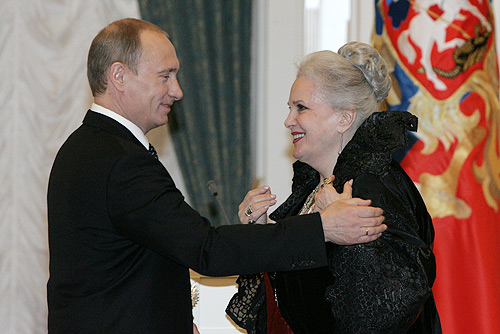

الینا بیستریتسکایا (اوکراینی: Еліна Авраамівна Бистрицька؛ زادهٔ ۴ آوریل ۱۹۲۸ - درگذشته ۲۶ آوریل ۲۰۱۹) یک هنرپیشه اهل اوکراین بود.
وی همچنین برنده جوایزی همچون جایزه هنرمند مردمی اتحاد جماهیر شوروی شده‌است و بازیگر فیلم‌هایی همچون دن آرام بوده‌است.